# Боливийско-венесуэльские отношения
Боливийско-венесуэльские отношения — двусторонние дипломатические отношения между Боливией и Венесуэлой. Установлены 14 сентября 1883 года. Страны являются членами Сообщества стран Латинской Америки и Карибского бассейна, «Группа 77», Латиноамериканской ассоциации интеграции, Ассоциации академий испанского языка, Организации американских государств и Организации Объединённых Наций.

## История

### Колониальный период
Государства были частью Испанской империи: Боливия была частью вице-королевства Перу, а Венесуэла — генерал-капитанством Венесуэла.

### XXI век
При правлении Эво Моралеса в Боливии и Уго Чавеса, а затем и Николаса Мадуро в Венесуэле двусторонние отношения были укреплены из-за близости в идеологических вопросах. Обе страны принимали активное участие в работе социалистического Боливарианского альянса для народов нашей Америки (ALBA-TCP) до выхода Боливии из организации в ноябре 2019 года.
В 2019 году во время временного президентства Жанин Аньес Боливия разорвала дипломатические отношения с президентом Николасом Мадуро и признала Хуана Гуайдо временным президентом Венесуэлы. (См. Политический кризис в Венесуэле).

## Дипломатические представительства

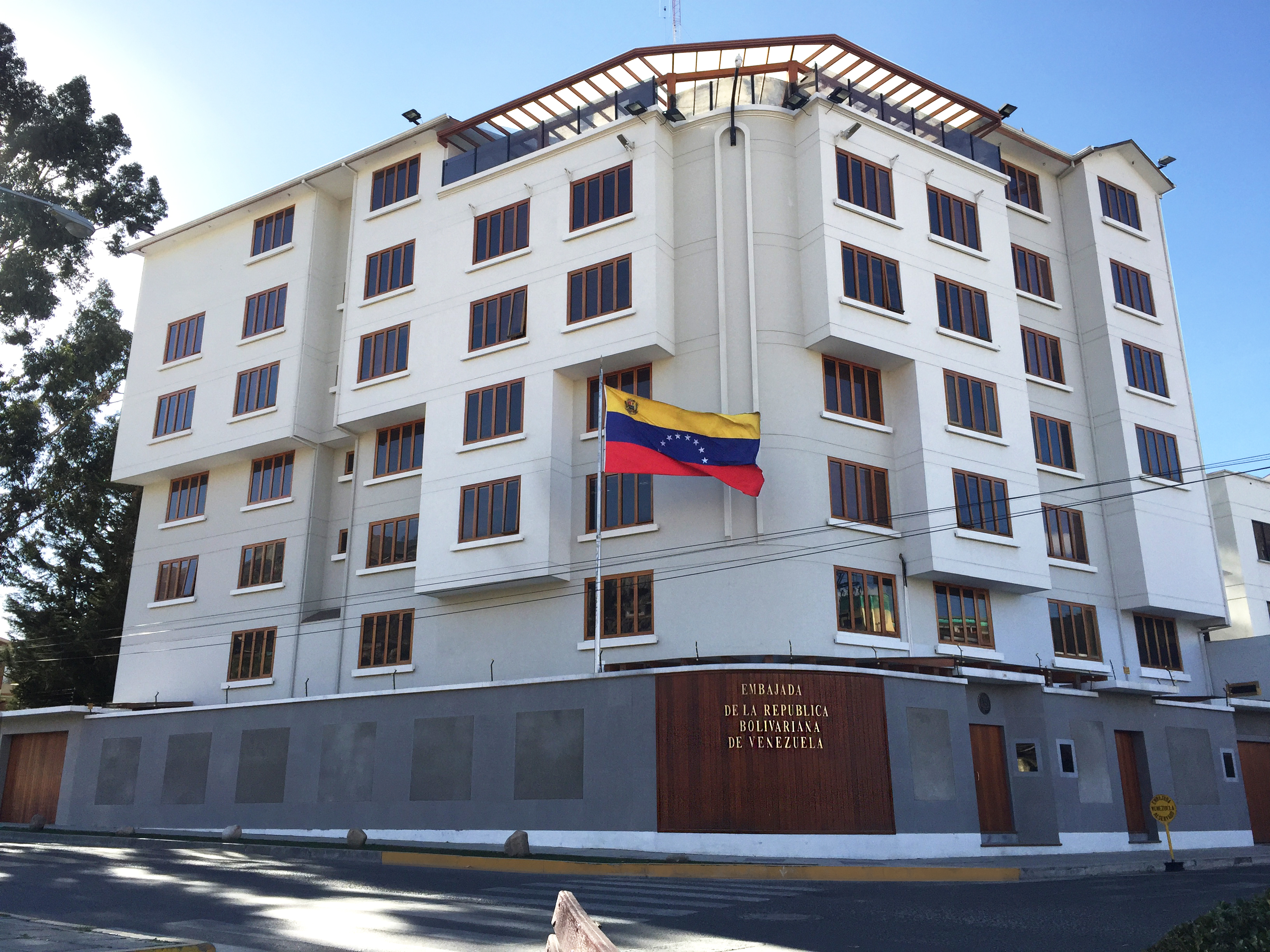
Посольство Венесуэлы в Боливии

Боливия имеет посольство в Каракасе, а Венесуэла — в Ла-Пасе.